# Igor Lukšič

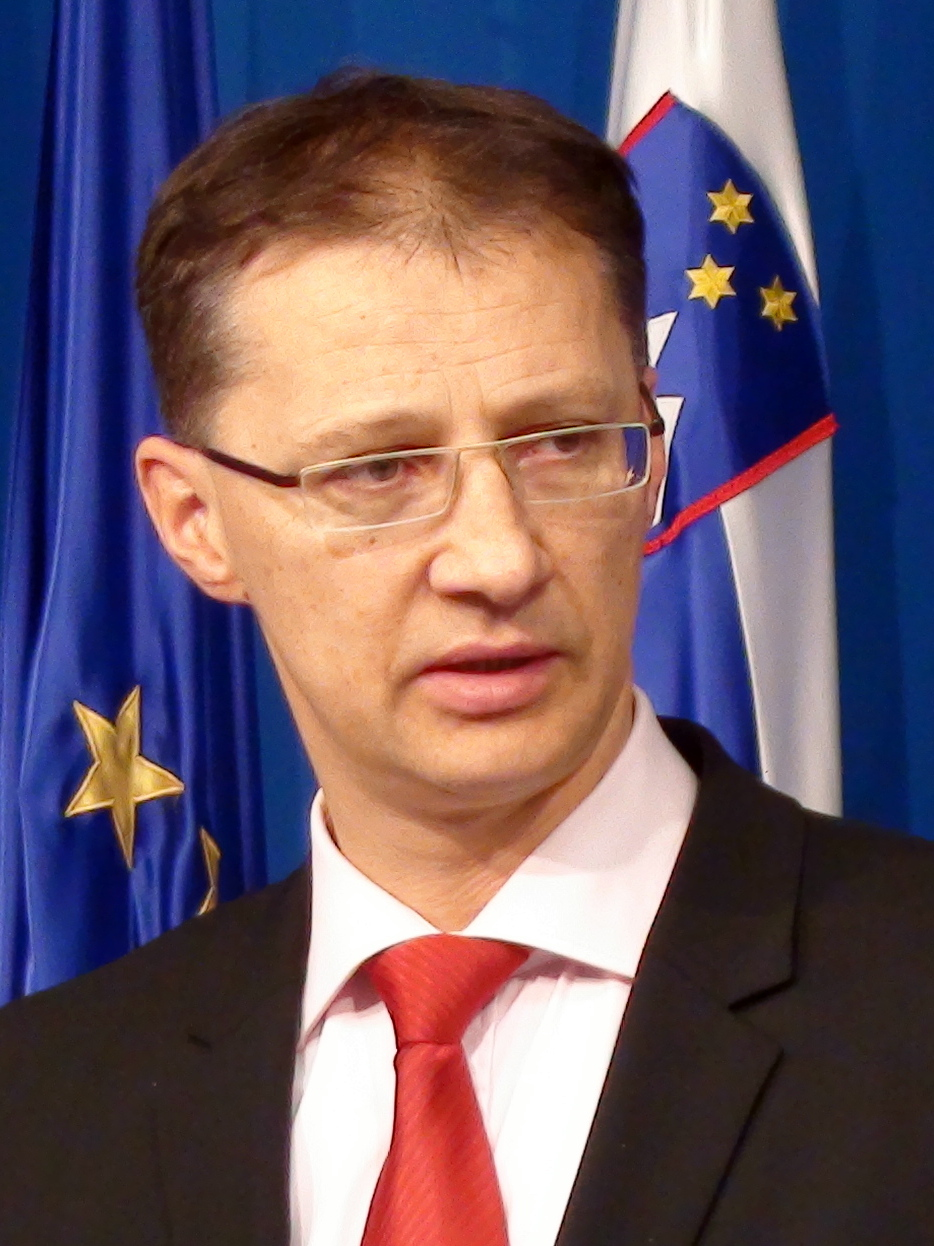
Igor Lukšič (2010)

Igor Lukšič (* 3. Dezember 1961 in Novo mesto, Jugoslawien, heute Slowenien) ist ein slowenischer Politikwissenschaftler und Politiker.

## Leben
Er studierte an der Universität Ljubljana, wo er 1993 promovierte und seit 1998 als ordentlicher Professor für Politikwissenschaft lehrt. Er war von 2005 bis 2009 stellvertretender Parteivorsitzender der Socialni demokrati. Seit dem 21. November 2008 war er Minister für Schule und Sport. Nach dem Rücktritt des Wissenschaftsministers Gregor Golobič wird dieses Amt seit Juni 2011 übergangsweise ebenfalls von Lukšič übernommen. Seine Amtszeit endete durch den Regierungswechsel im Januar 2012.
Von Juni 2012 bis Mai 2014 war er Parteivorsitzender der Socialni demokrati.

## Werke (Auswahl)

### Deutschsprachige Aufsätze
- mit Miro Cerar: Die Rechtslage in Slowenien, in: Information, Medien und Demokratie : ein europäischer Rechtsvergleich, hrsg. v. Rainer Hofmann, 1997, ISBN 3-7046-1197-2, S. 355–385
- Politische Rituale und Symbole als Mittel der Identitätsfindung in Slowenien, in: Symbole und Rituale des Politischen. Ost- und Westeuropa im Vergleich, hrsg. v. Andreas Pribersky und Berthold Unfried, 1999, ISBN 3-631-31862-6, S. 175–183
- mit Jernej Pikalo: Die „Europäisierung“ der Sozialdemokraten, in: Ost-West-Gegeninformationen, Jg. 14.2002, Heft 1, S. 32–36
- Das politische System Sloweniens, in: Die politischen Systeme Osteuropas, hrsg. v. Wolfgang Ismayr, 1. Aufl. 2002, ISBN 3-8252-8186-8, S. 603–638; jeweils aktualisiert und erweitert in: 2. Aufl. 2004, ISBN 3-8252-8186-8, S. 637–675; 3. Aufl. 2010, ISBN 978-3-531-17181-4, S. 729–772.

### Englischsprachige Aufsätze
- Political culture in Slovenia, in: Political culture in East Central Europe, hrsg. v. Fritz Plasser und Andreas Pribersky, 1996, ISBN 1-85972-259-8, S. 91–104
- Liberal Traditions on Slovene Territory. First steps of liberalisation, in: Im Zeichen der liberalen Erneuerung, hrsg. v. Peter Gerlich, 1996, ISBN 3-901449-56-6, S. 195–210
- Corporatism packaged in pluralist ideology. The case of Slovenia, in: Communist and post-communist studies (ISSN 0967-067X, Jg. 2003, Nr. 36, S. 509–525)
- mit Cirila Toplak und Jernej Pikalo: Teaching history to political science students. Historiography as part of political process, in: Innovations in educations and teaching international (ISSN 1470-3297, Jg. 44.2007, S. 377–386)

### Bücher
- Demokracija v pluralni družbi? Preverjanje veljavnosti konsociativne teorije (Demokratie in pluralistischen Gesellschaften?), 1991
- Liberalizem versus korporativizem (Liberalismus versus Korporativismus), 1994, ISBN 961-6014-16-1
- mit Andrej Kurnik: Hegemonija in oblast. Gramsci in Foucault (Hegemonie und Macht: Gramsci und Foucault), 2000, ISBN 961-6294-23-7
- Politični sistem Republike Slovenije / The political system of the Republic of Slovenia (zweisprachig slowenisch/englisch), 2001, ISBN 961-6294-31-8
- Politična kultura (Politische Kultur), 2006, ISBN 961-235-249-6, 2. Aufl. 2013, ISBN 978-961-235-637-8